# Coussapoa curranii
Coussapoa curranii är en nässelväxtart som beskrevs av Joseph Blake. Coussapoa curranii ingår i släktet Coussapoa och familjen nässelväxter. Inga underarter finns listade i Catalogue of Life.